# غافين موريس
غافين موريس (24 أكتوبر 1998 - ) (بالإنجليزية: Gavin Morris)‏ هو لاعب كريكت جنوب أفريقي.

## وصلات خارجية
- غافين موريس على موقع إي آس بي آن كريك إنفو (الإنجليزية)